# Бор-Дубенец
Бо́р-Ду́бенец (бел. Бо́р-Ду́бінец) — деревня в Столинском районе Брестской области Беларуси. Входит в состав Бережновского сельсовета. Население — 267 человек (2019).

## География
Расположена в 18 км от Столина, в 263 км от Бреста, в 10 км от железнодорожной станции Видибор.

## История
В начале XX века деревня в составе Плотницкой волости Пинского уезда Минской губернии Российской империи с населением 335 человек.
С 1921 по 1939 годы в составе Плотницкой гмины Лунинецкого повята Полесского воеводства Польши.
С 1939 года в составе БССР. С 12 октября 1940 года в Бережновском сельсовете Столинского района Пинской области.
C июля 1941 года по июль 1944 года была оккупирована немецко-фашистскими войсками, которые сожгли деревню, погубив 25 человек. Возле деревни проходил бой, в котором погибло 10 советских солдат.
С 8 января 1954 года в составе Брестской области.

## Население
Население деревни на 2019 год составляло 267 человек.
| 1939 | 1959  | 1970  | 1999  | 2005  | 2009  | 2019  |
| ---- | ----- | ----- | ----- | ----- | ----- | ----- |
| 597  | ▲ 759 | ▲ 769 | ▼ 564 | ▼ 486 | ▼ 409 | ▼ 267 |

## Инфраструктура
Работает магазин. Есть фельдшерско-акушерский пункт и почта.

## Наследие
Возле деревни расположены городище и два селища. В 1957 году Юрий Кухаренко, не прибегая к раскопкам, провёл исследование городища. Два селища были обнаружены в 1986 году археологами Вяргеем и Егорейченко.